# Eleanor Calvert

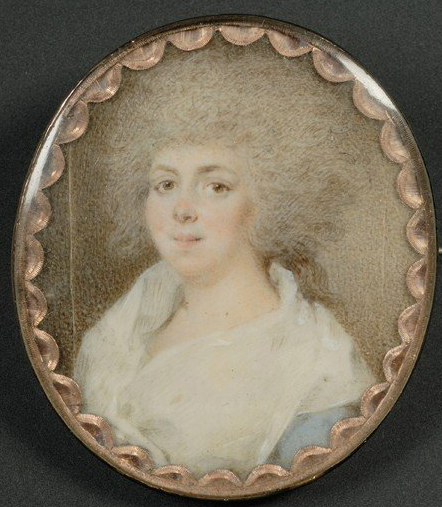
Miniatur von Eleanor Calvert, um 1780, von einem unbekannten Künstler; eventuell von dem irisch-amerikanischen Maler John Ramage (1748–1802)

Eleanor Calvert Custis Stuart (* 1758 in Mount Airy in Province of Maryland; † 28. September 1811 in Tudor Place, Washington, D.C.) war ein prominentes Mitglied der Familie Calvert aus Maryland, die Schwiegertochter von Martha Dandridge Washington und die Stiefschwiegertochter von George Washington. Ihr Porträt hängt heute in Mount Airy im Rosaryville State Park, Maryland.

## Frühe Jahre
Eleanor Calvert wurde auf der Plantage der Familie Calvert Mount Airy in der Nähe von Upper Marlboro in Prince George’s County in Maryland geboren. Eleanor war die zweitälteste Tochter von Benedikt Swingate Calvert, dem Sohn von Charles Calvert, 5. Baron Baltimore, und seine Frau Elizabeth Butler Calvert. Innerhalb der Familie wurde sie „Nelly“ genannt. Als Teenager galt Eleanor als wohlgesittetes und außergewöhnlich hübsches Mädchen.

## Heirat und Kinder

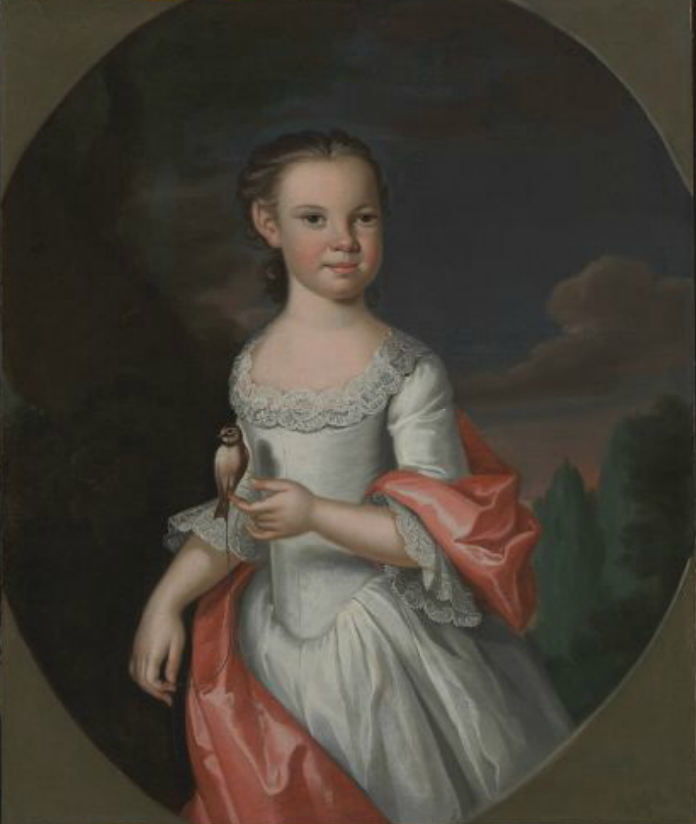
Eleanor Calvert, Gemälde von John Hesselius (1728–1778), 1761.

Am 3. Februar 1774 heiratete Eleanor in Mount Airy John Parke Custis, dem Sohn des verstorbenen Daniel Parke Custis und Martha Dandridge Custis Washington (und Stiefsohn von George Washington). Als „Jacky“, wie er in seiner Familie genannt wurde, die Verlobung mit Eleanor seinen Eltern ankündigte, waren diese aufgrund der Jugend des Paares überrascht. Das Paar zog nach der Hochzeit auf die Plantage White House. Nachdem das Paar über zwei Jahre in White House gelebt hatte, kaufte John Parke Custis die Abingdon Plantage, wo das Paar 1778 hinzog.
Eleanor und John hatte vier Kinder, die die frühe Kindheit überlebten:
- Elizabeth Parke Custis Law, „Eliza“, (1776–1831) ⚭ Thomas Law
- Martha Parke Custis Peter, „Patsy“, (1777–1854) ⚭ Thomas Peter
- Eleanor Parke Custis Lewis, „Nelly“, (1779–1852) ⚭ Lawrence Lewis
- George Washington Parke Custis, „Wash“ (1781–1857) ⚭ Mary Lee Fitzhugh

Nach dem Tod ihres Mannes, 1781, infolge einer Erkrankung nach der Belagerung von Yorktown, lebte Eleanor mit ihren vier Kindern in Mount Vernon. Da John ohne Testament starb, erhielt seine Witwe ein „Mitgiftsdrittel“, in Form von ein Drittel des Custis Immobilienvermögen, darunter mehr als 300 Sklaven, auf Lebensdauer. Der Anteil des Custisbesitzes der Kindern wurde treuhänderisch verwaltet. Die Töchter erhielten ihr Erbe, als sie heirateten, der Sohn, als er die Volljährigkeit erreichte. Eleanors „Mitgiftsdrittel“ wurde nach ihrem Tod an ihre Kinder verteilt.
Eleanor heiratete erneut im Herbst 1783 einen Arzt aus Alexandria Dr. David Stuart. David wurde zum Treuhänder des Custisvermögen und der gesetzliche Vormund der Kinder. Ihre beiden älteren Töchter, Elizabeth und Martha, lebte bei Eleanor und David in Abingdon, während ihre zwei jüngere Kinder, Eleanor und Wash, in Mount Vernon bei ihren Großeltern George und Martha Washington blieben.
Eleanor und David hatte zusammen fünf Töchter und zwei Söhne:
- Ann Calvert Stuart Robinson (* 1784) ⚭ William Robinson
- Sarah Stuart Waite (* 1786) ⚭ Obed Waite
- Ariana Calvert Stuart
- William Sholto Stuart
- Eleanor Custis Stuart (* 1792)
- Charles Calvert Stuart (1794–1846) ⚭ Cornelia Lee
- Rosalie Eugenia Stuart Webster (1796–1886) ⚭ William Greenleaf Webster

## Späteres Leben
Eleanor und David wohnten an zwei Orten in Fairfax County, Virginia: Hope Park und Ossian Hall. Eleanor starb im Alter von 53 Jahren in Tudor Place, dem Heim ihrer Tochter Martha Parke Custis Peter.